# Д
Д, д — шоста літера української та п'ята в більшості інших слов'янських абетках.

## Вживання
Є в усіх абетках, створених на слов'яно-кириличній графічній основі. За формою накреслення — видозмінена кирилична літера, що походить від літери «дельта» грецького унціалу 9 століття. У сучасній українській літературній мові літерою «Д» позначають шумний зімкнений передньоязиковий приголосний звук, твердий (дуб, двері) або м'який (дідько, дядько).

## Звуки
- [d] (д) — дзвінкий ясенний проривний
- [ɖ] (твердий д) — дзвінкий ретрофлексний проривний (шведська, норвезька, індійські мови)
- [d̪] (твердий д) — дзвінкий зубний проривний

## Див. також

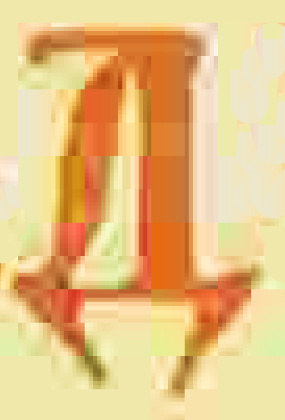
Літера - Д

## Таблиця кодів
| Кодування    | Регістр | Десятковий код | 16-ковий код | Вісімковий код | Двійковий код     |
| ------------ | ------- | -------------- | ------------ | -------------- | ----------------- |
| Юнікод       | Велика  | 1044           | 0414         | 002024         | 00000100 00010100 |
| Юнікод       | Мала    | 1076           | 0434         | 002064         | 00000100 00110100 |
| ISO 8859-5   | Велика  | 180            | B4           | 264            | 10110100          |
| ISO 8859-5   | Мала    | 212            | D4           | 324            | 11010100          |
| KOI-8        | Велика  | 228            | E4           | 344            | 11100100          |
| KOI-8        | Мала    | 196            | C4           | 304            | 11000100          |
| Windows-1251 | Велика  | 196            | C4           | 304            | 11000100          |
| Windows-1251 | Мала    | 228            | E4           | 344            | 11100100          |